# Saint-Germain-des-Prés (Loiret)
Saint-Germain-des-Prés – miejscowość i gmina we Francji, w Regionie Centralnym, w departamencie Loiret.
Według danych na rok 1990 gminę zamieszkiwało 1578 osób, a gęstość zaludnienia wynosiła 60 osób/km² (wśród 1842 gmin Regionu Centralnego Saint-Germain-des-Prés plasuje się na 253. miejscu pod względem liczby ludności, natomiast pod względem powierzchni na miejscu 447.).